# العلاقات الآيسلندية الميانمارية
العلاقات الآيسلندية الميانمارية هي العلاقات الثنائية التي تجمع بين آيسلندا وميانمار.

## مقارنة بين البلدين
هذه مقارنة عامة ومرجعية للدولتين:
| وجه المقارنة                                              | آيسلندا          | ميانمار          |
| --------------------------------------------------------- | ---------------- | ---------------- |
| المساحة (كم2)                                             | 103.00 ألف       | 676.58 ألف       |
| عدد السكان (نسمة)                                         | 317.35 ألف       | 53.37 مليون      |
| الكثافة السكانية (ن./كم²)                                 | 3.08             | 78.88            |
| العاصمة                                                   | ريكيافيك         | نايبيداو، يانغون |
| اللغة الرسمية                                             | اللغة الآيسلندية | اللغة البورمية   |
| العملة                                                    | كرونة آيسلندية   | كيات ميانماري    |
| الناتج المحلي الإجمالي (بليون دولار)                      | 23.91 مليار      | 69.32 مليار      |
| الناتج المحلي الإجمالي (تعادل القوة الشرائية) بليون دولار | 15.79 مليار      | 282.95 مليار     |
| الناتج المحلي الإجمالي الاسمي للفرد دولار أمريكي          | 50.17 ألف        | 1.16 ألف         |
| الناتج المحلي الإجمالي للفرد دولار أمريكي                 | 46.55 ألف        |                  |
| مؤشر التنمية البشرية                                      | 0.899            | 0.536            |
| رمز المكالمات الدولي                                      | +354             | +95              |
| رمز الإنترنت                                              | .is              | .mm              |
| المنطقة الزمنية                                           | 00، أوروبا/لندن ‏ | ت ع م+06:30      |

## منظمات دولية مشتركة
يشترك البلدان في عضوية مجموعة من المنظمات الدولية، منها:
| علم المنظمة | اسم المنظمة                        | تاريخ انضمام آيسلندا | تاريخ انضمام ميانمار |
| ----------- | ---------------------------------- | -------------------- | -------------------- |
|             | مؤسسة التنمية الدولية              | 19 مايو 1961         | 5 نوفمبر 1962        |
|             | المنظمة الهيدروغرافية الدولية      | ?                    | ?                    |
|             | مؤسسة التمويل الدولية              | 20 يوليو 1956        | 3 ديسمبر 1956        |
|             | منظمة حظر الأسلحة الكيميائية       | ?                    | ?                    |
|             | يونسكو                             | 8 يونيو 1964         | 27 يونيو 1949        |
|             | الأمم المتحدة                      | 19 نوفمبر 1946       | 19 أبريل 1948        |
|             | الاتحاد الدولي للاتصالات           | 1 أكتوبر 1906        | 15 سبتمبر 1937       |
|             | منظمة الشرطة الجنائية الدولية      | ?                    | ?                    |
|             | البنك الدولي للإنشاء والتعمير      | 27 ديسمبر 1945       | 3 يناير 1952         |
|             | الاتحاد البريدي العالمي            | ?                    | ?                    |
|             | وكالة ضمان الاستثمار متعدد الأطراف | 25 سبتمبر 1998       | 16 ديسمبر 2013       |
|             | منظمة التجارة العالمية             | ?                    | ?                    |

## وصلات خارجية
- موقع وزارة الخارجية الآيسلندية
- موقع وزارة الخارجية الميانمارية